# Декамп, Беатрис (1961)
Беатрис Декамп (фр. Béatrice Descamps) — французский политик, депутат Национального собрания Франции, член партии Союз демократов и независимых.

## Биография
Родилась 24 апреля 1961 г. в городе Валансьен (департамент Нор). Директор школы, Беатрис Декамп начала политическую карьеру в 2009 году, заняв после смерти отца пост вице-мэра поселка Тивансель в кантоне Марли. После муниципальных выборов 2014 года сохранила за собой этот пост.
В марте 2015 года она в паре с Жаном-Ноэлем Верфайи была избрана в Совет департамента Нор от кантона Марли. 
На выборах в Национальное собрание 2017 г. сменила мэра Валансьена Лорана Дегалле в качестве кандидата правых по 21-му избирательному округу департамента Нор и одержала победу, получив во 2-м туре 62,72 % голосов.
В Национальном собрании Беатрис Декамп вошла в группу «СДН и независимые». Она также является членом Комиссии по делам культуры и образования и сопредседателем исследовательской группы по вопросам инвалидов. 3 апреля 2018 года президент СДН Жан-Кристоф Лагард назначил ее заместителем генерального секретаря партии. 
На выборах в Национальное собрание в 2022 году Беатрис Декамп вновь баллотировалась по 21-му избирательному округу департамента Нор как кандидат Радикальной партии и Союза демократов и независимых; получив во втором туре 57,1 % голосов, она сохранила мандат депутата. 

## Занимаемые выборные должности
04.12.2009 — 30.06.2017 — первый вице-мэр коммуны Тивансель 
 
с 02.04.2015 — член Совета департамента Нор от кантона Марли 
 
с 21.06.2017 — депутат Национального собрания Франции от 21-го избирательного округа департамента Нор.